# Roman Koltsov
Pour les articles homonymes, voir Koltsov.
Roman Koltsov, né le 7 janvier 1981, est un coureur cycliste russe.

## Palmarès
- 2008
  - 5e étape du Grand Prix de Sotchi
- 2010
  - 9e étape de la Friendship People North-Caucasus Stage Race

## Classements mondiaux
| Année         | 2008 |
| ------------- | ---- |
| UCI Asia Tour | 269e |